# Tipula (Eumicrotipula) yungasensis
Tipula (Eumicrotipula) yungasensis is een tweevleugelige uit de familie langpootmuggen (Tipulidae). De soort komt voor in het Neotropisch gebied.